# Darijo Srna
Darijo Srna  (Metković, 1982. május 1. –) horvát válogatott labdarúgó, legutóbb az olasz Cagliari középpályása volt.

## Pályafutása

### Hajduk Split
Az 1999-2000-es szezonban kupát, a 2001-2002-es és az azt követő szezonban pedig bajnokságot nyert a "kockásokkal". Négy idény után távozott, és az ukrán Sahtar Donyeck játékosa lett.

### Sahtar Donyeck
Stipe Pletikosa val együtt igazolt Ukrajnába, és mindjárt az első szezonjában kupát nyert. Alapember lett ,29 meccsen játszott(19 bajnoki) és 3 gólt szerzett. A következő évben bajnok, és szuperkupa győztes, és bemutatkozott a UEFA-bajnokok ligájában is. Darijo ezután is alapember volt a bányászcsapatban. A 2007-08-as szezonban 20 bajnokin szerepelt, és bajnokságot nyert. Pályafutásának legnagyobb sikere a 2009-es UEFA-kupa győzelem. A Werder Bremen elleni 2-1-re megnyert döntőben gólpasszt adott a brazil Jádsonnak. Az európai szuperkupát elvesztették a FC Barcelona ellen. A 2010-11-es szezonban beválasztották az UEFA-bajnokok ligája csapatába, 5 meccsen 5 gólpasszt adott. A 2011-12-és szezonban duplázott , bajnokságot és kupát is nyert csapatával, csakúgy, mint két év múlva. A 2012-13-as bajnokságban ő adta a legtöbb gólpasszt, szám szerint 12-t. A 2014-15-ös szezonban a Sahtar Donyeck pályáralépési rekordere lett.

## Válogatott
Srna 2002 óta a horvát válogatott tagja. Részt vett a 2004-es Európa-bajnokságon, ahol két mérkőzésen játszott. Két évvel később ott volt a németországi világbajnokságon. Horvátország mindhárom mérkőzésén pályára lépett. Japán ellen büntetőt hibázott, ami miatt erősen kritizálták, de az Ausztrália elleni mérkőzés után már megváltozott a véleményük a szurkolóknak, miután közel 30 méterről gólt szerzett a 2. percben.
Srna benne volt a 2008-as Eb 23 fős horvát keretében. Június 12-én a Németország elleni csoportmérkőzésen szerzett gólt a 24. percben. Ez volt az első gólja a kiírásban, egyben a meccs első találata is. Horvátország 2–1-re nyerte a mérkőzést. Srna volt az egyetlen játékos, aki a Törökország elleni negyeddöntőben belőtte a tizenegyespárbaj során a saját büntetőjét. A horvátok 3–1-re veszítették el a tizenegyespárbajt, ezzel kiestek a kiírásból. A 2012-es Európa-bajnokság és a brazíliai világbajnokság alatt is ő volt a csapatkapitány, de mindkét tornán a csoportkör után búcsúztak. 100. válogatott meccsét Dél-Afrika ellen játszotta 2013. február 6-án.

### Góljai a válogatottban
| #   | Dátum                | Helyszín                                         | Ellenfél            | Gól | Eredmény | Kiírás               |
| --- | -------------------- | ------------------------------------------------ | ------------------- | --- | -------- | -------------------- |
| 01. | 2003. március 29.    | Maksimir Stadium, Zágráb, Horvátország           | Belgium             | 1–0 | 4 – 0    | 2004-es Eb selejtező |
| 02. | 2004. március 31.    | Maksimir Stadium, Zágráb, Horvátország           | Törökország         | 2–1 | 2 – 2    | Barátságos mérkőzés  |
| 03. | 2004. szeptember 8.  | Ullevi Stadium, Göteborg, Svédország             | Svédország          | 0–1 | 0 – 1    | 2006-os vb selejtező |
| 04. | 2004. október 9.     | Maksimir Stadium, Zágráb, Horvátország           | Bulgária            | 1–0 | 2 – 2    | 2006-os vb selejtező |
| 05. | 2004. október 9.     | Maksimir Stadium, Zágráb, Horvátország           | Bulgária            | 2–0 | 2 – 2    | 2006-os vb selejtező |
| 06. | 2005. február 9.     | Teddy Stadium, Jeruzsálem, Izrael                | Izrael              | 1–2 | 3 – 3    | Barátságos mérkőzés  |
| 07. | 2005. szeptember 3.  | Laugardalsvöllur, Reykjavík, Izland              | Izland              | 1–3 | 1 – 3    | 2006-os vb selejtező |
| 08. | 2005. október 8.     | Maksimir Stadium, Zágráb, Horvátország           | Svédország          | 1–0 | 1 – 0    | 2006-os vb selejtező |
| 09. | 2006. március 1.     | St. Jakob-Park, Bázel, Svájc                     | Argentína           | 2–2 | 2 – 3    | Barátságos mérkőzés  |
| 10. | 2006. június 22.     | Gottlieb-Daimler-Stadion, Stuttgart, Németország | Ausztrália          | 1–0 | 2 – 2    | 2006-os vb           |
| 11. | 2006. november 15.   | Ramat Gan Stadion, Ramat Gan, Izrael             | Izrael              | 1–1 | 3 – 4    | 2008-as Eb selejtező |
| 12. | 2007. március 24.    | Maksimir Stadium, Zágráb, Horvátország           | Észak-Macedónia     | 1–1 | 2 – 1    | 2008-as Eb selejtező |
| 13. | 2007. augusztus 22.  | Koševo, Szarajevó, Bosznia-Hercegovina           | Bosznia-Hercegovina | 0–2 | 3 – 5    | Barátságos mérkőzés  |
| 14. | 2007. augusztus 22.  | Koševo, Szarajevó, Bosznia-Hercegovina           | Bosznia-Hercegovina | 2–4 | 3 – 5    | Barátságos mérkőzés  |
| 15. | 2007. szeptember 12. | Estadi Comunal, Andorra la Vella, Andorra        | Andorra             | 0–1 | 0 – 6    | 2008-as Eb selejtező |
| 16. | 2008. június 12.     | Hypo-Arena, Klagenfurt, Ausztria                 | Németország         | 1–0 | 2 – 1    | 2008-as Eb           |

## Sikerei, díjai
Hajduk Split
- Horvát bajnokság: 2000–01
- Horvát kupa: 1999–00, 2002–03

 Shakhtar Donetsk
- Ukrán bajnokság: 2004–05, 2005–06, 2007–08, 2009–10, 2010–11, 2011-2012, 2012-2013, 2013-2014
- Ukrán kupa: 2003–04, 2007–08, 2010–11, 2011-2012
- Ukrán szuperkupa: 2005, 2008, 2010,2012,2013,2014,2015
- UEFA-kupa: 2009

Egyénileg
- 'Hajdučko srce' díj: 2003
- A legjobb játékos az ukrán bajnokságban a sportújságírók szerint: 2008-09, 2009-10[4]
- A 2010-11-es UEFA Bajnokok Ligájában a szezon csapatának tagja[5]